# Caraje (cidade)
Caraje (em persa: کرج; romaniz.: Karaj) é uma cidade da província de Alborz e condado de Caraje, distrito Central, no Irã. De acordo com o censo de 2016, havia 1 592 492 habitantes.
A composição étnica em Karaj inclui 47% persas, 36,1% de turcos, 7,4% de curdos e 4,4% do norte iranianos do norte.